# Pjotr Pawlowitsch Schumilow
Pjotr Pawlowitsch Schumilow (russisch Пётр Павлович Шумилов; * 1. Julijul. / 14. Juli 1901greg. in Bobrynez; † 17. August 1942 in Krasnokamsk) war ein sowjetischer Erdölingenieur und Hochschullehrer.

## Leben
Schumilow war das fünfte Kind einer kinderreichen Bauernfamilie. Nach der vierklassigen Grundschule besuchte er das vierklassige Gymnasium und nach der Oktoberrevolution noch die 5. Klasse des Gymnasiums in Bobrynez mit Abschluss 1919. Darauf war er Lehrer für Physik und Mathematik der Bobrynezer Arbeitsschule. 1923–1924 absolvierte er einen Kurs am Chersoner Landwirtschaftsinstitut. Dann studierte er an der Universität Moskau (MGU) in der Physikalisch-Mechanischen Fakultät mit Abschluss 1929 bei Leonid Samuilowitsch Leibenson.
1927 war Schumilow Wissenschaftlicher Mitarbeiter des Staatlichen Erdöl-Forschungsinstituts (GINI) des Obersten Rats für Volkswirtschaft (WSNCh) in Moskau geworden. Dort wurde er 1932 Chef des Sektors für Bohrung und dann der Abteilung für Industriemechanik.
Daneben war Schumilow seit 1930 Dozent am Lehrstuhl für Erdölindustrie-Mechanik des Moskauer Gubkin-Forschungsinstituts (MNI). An der MGU und an den Erdöl-Instituten in Moskau und Baku hielt er Vorlesungen über Hydraulik, Mechanik, Werkstofffestigkeit und Theorie der Wärmeleitung.
Ab 1934 arbeitete Schumilow in Baku im Experimental-Kontor für Turbinenbohren (EKTB). Unter seiner Leitung wurde ein mehrstufiger getriebeloser Turbobohrer gebaut. 1939 wurde er Chef des Sektors für Turbinenbohren des Volkskommissariats für Erdölindustrie in Baku.
Nach Beginn des Deutsch-Sowjetischen Kriegs wurde im September 1941 das EKTB nach Krasnokamsk evakuiert. Dort gehörte Schumilow zu dem  von Anatoli Pawlowitsch Ostrowski und Norajr Grigorjewitsch Grigorjan geleiteten Spezialkonstruktionsbüro SKB Nr. 36 des Volkskommissariats für Erdölindustrie, das die neuartige Panzerabwehrwaffe SPG-82 analog der deutschen Panzerfaust entwickelte. Bei den ersten Prüfungen im Sommer 1942 wurde Schumilow bei der Explosion einer Granate schwer verletzt. Zwei Wochen später starb er im Krankenhaus.
Schumilow war zweimal verheiratet und hatte vier Kinder. Seine Tochter Jelena (1940–2018) wurde Leiterin des Meletinski-Instituts für Geisteswissenschaftliche Forschung der Russischen Staatlichen Geisteswissenschaftlichen Universität (RGGU).

## Ehrungen
- Stalinpreis III. Klasse (1942) für die Erfindung einer mehrstufigen Turbine für Tiefbohrungen[2]
- Leninorden (1942)[2]
- Stalinpreis II. Klasse (1947 postum) für die Entwicklung und den Einsatz des Richtbohrens[2]
- Stalinpreis I. Klasse (1947 postum zusammen mit Anatoli Pawlowitsch Ostrowski und Norair Grigorjewitsch Grigorjan) für die Entwicklung einer neuartigen Waffe[2]